# Louise Françoise de Bourbon
Louise-Françoise de Bourbon, Légitimée de France, Thân vuơng phi xứ Condé (1 tháng 6 năm 1673 – 16 tháng 6 năm 1743), là con gái của Louis XIV của Pháp và người tình Madame de Montespan. Tên bà được đặt theo tên Louise de La Vallière, người bị chính mẹ bà thay thế vai trò tình nhân của vua Louis XIV, và cũng là mẹ đỡ đầu của Louise Françoise. Như các anh chị em của mình, Louise Françoise là một trong những tổ tiên của nhà Orléans.

## Thân thế

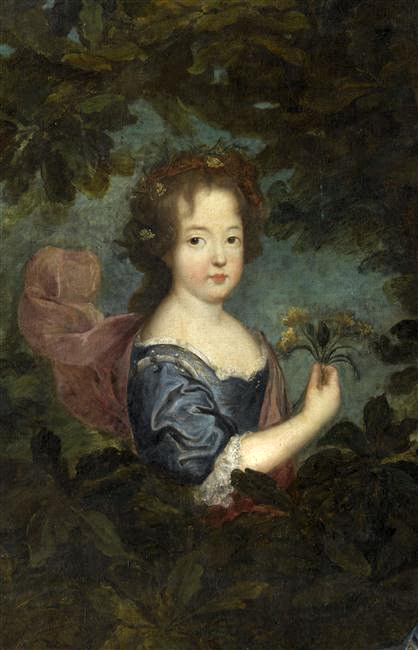
Louise Françoise khi là Mademoiselle de Nantes.

Louise Françoise được sinh ra ở Tournai, Vương quốc Pháp khi cha và mẹ bà, Quốc vương Louis XIV của Pháp và Madame de Montespan, đang cùng nhau du ngoạn trong một chuyến đi duyệt binh.
Mẹ của bà, tên đầy đủ là Françoise-Athénaïs de Rochechouart de Mortemart, xuất thân từ gia tộc đáng tự hào là nhà Rochechouart, có từ thời đại triều Caroling. Đây là một trong những gia tộc quý tộc danh giá, giàu truyền thống tước vị và lâu đời nhất của nước Pháp. Cha của Madame de Montespan là Gabriel de Rochechouart de Mortemart, vốn là một người bạn thân của Quốc vương Louis XIII của Pháp - cha của Vua Louis XIV, còn mẹ bà là Diane de Grandseigne, từng là Thị tùng của Thái hậu Ana của Tây Ban Nha - mẹ ruột của Quốc vương Louis XIV.
Khi bắt đầu mối tình với Louis XIV, mẹ bà lấn át cả María Teresa của Tây Ban Nha, đương kim Vương hậu Pháp và được công nhận rộng rãi là ["Vương hậu thực sự của nước Pháp"] trong thời gian dài được sủng ái bởi nhà vua. Sau khi trở về từ Tournai, Louise Françoise được chuyển qua chăm sóc bởi một trong những Thị tùng của mẹ mình, Madame Scarron.
Năm 1673, ngày 19 tháng 12, Louis XIV tiến hành hợp pháp hóa các con của ông và Madame de Montespan sinh ra bởi một đạo luật được công nhận bởi Nghị viện Paris, do đó các anh chị em của bà lần lượt nhận những tước vị vương tộc, như anh ruột lớn nhất của bà là Louis Auguste de Bourbon nhận tước hiệu Công tước xứ Maine, Louis César de Bourbon nhận tước hiệu Bá tước xứ Vexin, trong khi đó bà nhận được danh hiệu Mademoiselle de Nantes (Đức nữ xứ Nantes).
Trong các anh chị em của bà, ngoại trừ người em gái chết yểu Louise Marie Anne de Bourbon, thì Louise Françoise không bao giờ thân thiết với 2 người chị em gái nữa là Marie Anne de Bourbon và Françoise Marie de Bourbon. Đặc biệt là Françoise Marie, người em gái luôn cạnh tranh với bà trong bất cứ trường hợp nào, từ tước vị, hôn nhân đến con cái. Trong các con gái của Madame de Montespan, Louise Françoise được vua cha và mẹ mình yêu quý hơn cả vì vẻ ngoài xinh đẹp như búp bê, vì thế bà có nickname là Poupotte, nghĩa là búp bê trong tiếng Pháp. Thừa hưởng nhan sắc và khả năng nghệ thuật từ mẹ mình, Louise Françoise có khả năng vũ đạo xuất sắc, bà từng tham gia vở ballad của Maria Anna Victoria xứ Bayern, vợ của Louis của Pháp, Đại Trữ quân, Trữ phi khi ấy của vương triều Pháp.

## Madame la Duchesse

### Hôn nhân với nhà Condé

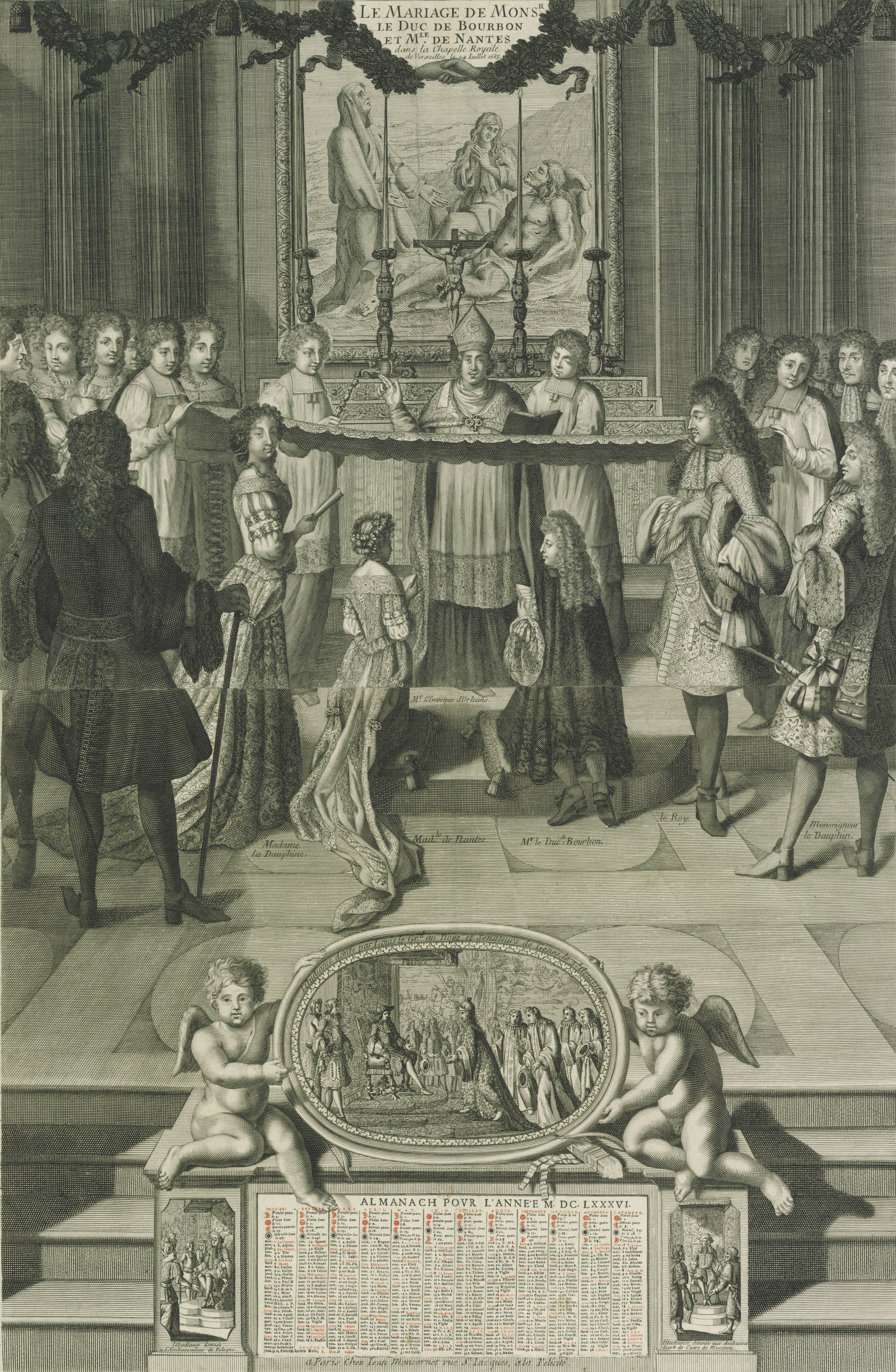
Lễ cưới của Mademoiselle de Nantes với Công tước xứ Bourbon, sau là Thân vuơng xứ Condé.

Ngày 25 tháng 5 năm 1685, vào năm 11 tuổi, Louise Françoise kết hôn với Louis de Bourbon, Công tước xứ Bourbon, một người họ hàng xa của cha bà. Chồng bà vốn là con trai của Henri Jules de Bourbon, Thân vuơng xứ Condé và Công tước xứ Enghien, một trưởng nam của dòng họ nhà Condé, nhánh thứ của nhà Bourbon đang trị vì. Mẹ của Louis, quý bà Anna Henriette xứ Bayern, con gái của Eduard, Hành cung Bá tước xứ Simmern và Anna Gonzaga. Trong lễ kết hôn của con gái mình, Quốc vương Louis XIV đã chuẩn bị một phần của hồi môn lên đến 1 triệu livre.
Tại triều đình Pháp, chồng của bà được biết đến với tên gọi [Monsieur le Duc] do là một Prince du sang, do đó Louise Françoise được gọi tôn kính với xưng hô [Madame la Duchesse; tức "Quý bà Công tước" hay "Đức bà Công tước phu nhân"]. Vào một thời gian khoảng năm 1686, khi triều đình Louis XIV dời đến Lâu đài Fontainebleau, Louise Françoise mắc bệnh đậu mùa. Trong thời gian đó, chỉ có mẹ và ông nội (theo phía chồng) là Louis de Bourbon, Thân vuơng xứ Condé chăm sóc cho bà. Sau khi Louise Françoise bình phục, Louis de Bourbon bị lây bệnh và qua đời vào tháng 12 năm ấy. Cuộc hôn nhân của Louise Françoise diễn ra suôn sẻ, bà sinh được 9 người con đều sống đến khi trưởng thành.
Năm 1691, mẹ bà là Madame de Montespan rút lui khỏi triều đình và dời đến sống tại Filles de Saint-Joseph, Paris, trong thời gian này Louis-Francoise thường lui đến thăm viếng mẹ mình cho đến khi Madame de Montespan qua đời vào năm 1707, bà được ghi nhận là rất đau lòng về cái chết của mẹ mình. Louis XIV đã cấm bất kì ai để tang Madame de Montespan, nhưng Louis-Francoise cùng em gái Françoise Marie de Bourbon và Louis Alexandre de Bourbon vẫn tỏ thái độ để tang bằng cách từ chối tất cả các lời mời dự tiệc trong cung.

### Tham dự chính trường

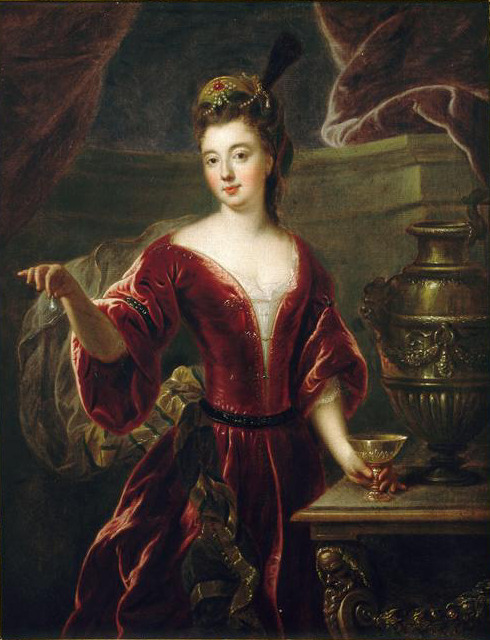
Chân dung của Louise Françoise de Bourbon.

Louise Françoise là một người phụ nữ đầy tham vọng và dã tâm, đặc biệt là luôn muốn đối đầu với người em gái Françoise Marie de Bourbon. Vào năm 1692, Françoise Marie kết hôn với người anh họ Philippe II, Công tước Orléans, người con thừa tự của chú của hai chị em bà là Phillippe the Monsieur.
Trở thành vợ của một Fils de France, Françoise Marie trở thành một bà chúa có địa vị cao hơn hẳn chị mình Louise Françoise và người chị em cùng cha khác mẹ khác nữa là Marie Anne. Ngoài ra, của hồi môn của Françoise Marie còn gấp đôi chị mình, và điều này đã khiến Louise Françoise cảm thấy bị xỉ nhục và giận dữ. Bên cạnh đó, Louise Françoise có một mối tình với François Louis de Bourbon, Thân vuơng xứ Conti, là anh chồng của người chị khác mẹ của bà là Marie Anne de Bourbon. Vợ của Thân vuơng xứ Conti là Marie Thérèse de Bourbon, một người ngoan đạo và cũng là chị chồng của Louise Françoise. Con gái thứ tư của bà, Marie Anne sinh vào năm 1697 được cho là kết quả của mối tình này. Khi ấy, chồng bà là Louis III, Thân vuơng xứ Condé phát hiện ra chuyện này và rất giận dữ, tuy nhiên lại không dám công khai tỏ thái độ vì sợ cha của bà, Quốc vương Louis XIV. Trong khi đó, người anh cả khác mẹ, tức Louis, Đại Trữ quân, vốn có quan hệ thân thiết với người em gái khác mẹ rất che chở bà và người tình, ông sắp xếp cho hai người thường xuyên tại Meudon cách xa triều đình.
Ngày 1 tháng 4 năm 1709, sau cái chết của cha chồng, thì chồng bà nhận tước hiệu Thân vuơng xứ Condé (Prince de Condé), một tước hiệu kế thừa của dòng họ bắt đầu từ Charles de Bourbon, tước hiệu lấy tên từ Lâu đài Condé chứ không phải tên một vùng đất. Tuy nhiên, Thân vuơng xứ Conde lại không thừa hưởng phẩm vị Premier Prince du Sang, thay vào đó phẩm vị này chuyển sang nhà Orléans. Vì lý do đó, người em rể của Louise Françoise là Công tước xứ Orléans nhận phẩm vị này và được kính gọi là [Monsieur le Prince], và em gái bà là Françoise Marie hiển nhiên cũng được gọi là [Madame la Princesse].
Chỉ tầm hơn vài tháng sau, chồng của Louise Françoise cũng qua đời vào năm 1710. Theo thông lệ, bà nên được gọi là Madame la Princesse de Condé douairière (tức Thái phi xứ Condé) nhưng rồi bà lại tự gọi mình là [Madame la Duchesse douairière; tức "Thái Công phu nhân"], hay đơn giản có thể gọi là [Bà Thái công Bourbon]. Khi chồng chết, người ta nhìn thấy Bà Thái công có vẻ đau buồn vì cái chết của chồng, nhưng Madame de Caylus không tin sự điếu tang này là thành thật mà chỉ là một chiêu trò trình diễn của bà Thái công trước công chúng. Sau cái chết của chồng, bà Thái công tính đã đến việc gây ảnh hưởng và đoạt lấy đại vị cho tương lai, nên bà thường xuyên tham dự triều đình của anh trai khác mẹ của mình là Louis, Đại Trữ quân tại Lâu đài Meudon. Tại đấy, Louise Françoise kết thân với hai chị em Béatrice Hiéronyme de Lorraine và Élisabeth Thérèse de Lorraine. Thế nhưng, cái chết bất ngờ của Đại Trữ quân vào năm 1711 khiến hi vọng kết thân với Quốc vương tương lai của Louise Françoise bị hủy hoại trầm trọng. Dù vậy, bà vẫn đã rất đau lòng với cái chết của anh trai mình. Cái chết này đã khiến cháu của bà, Louis, Công tước xứ Bourgogne trở thành Trữ quân nước Pháp, và người vợ Maria Adelaide của Savoia trở thành Trữ phi mới của triều đình Pháp. Khi ấy, Vương hậu María Teresa của Tây Ban Nha và Đại Trữ phi Maria Anna Victoria xứ Bayern đã qua đời, nên Trữ phi Maria Adelaide là người phụ nữ có địa vị cao nhất nước Pháp vì bà sẽ là Vương hậu tương lai.
Trữ phi Maria Adelaide là một người có xuất thân cao quý, con gái của Vittorio Amedeo II của Sardegna và Anne Marie của Orléans - con gái của Phillip the Monsieur và Henrietta của Anh, do đó bà có thêm dòng dõi vương thất Anh. Sinh ra trong một loạt dòng dõi đáng tự hào, nên Trữ phi Marie Adélaïde thường có những cử chỉ thiếu tôn trọng với những quý phu nhân ở đẳng cấp thấp, đặc biệt là đối với những người ngoài giá thú như Bà Thái công Bourbon. Chính vì thế, cũng như Louise Françoise, em gái luôn cạnh tranh với bà là Françoise Marie de Bourbon cũng không thích vị Trữ phi mới này của nước Pháp. Điều này làm bà Thái công hoang mang vì nếu không có hành động gì, một khi Marie Adélaïde trở thành Vương hậu nước Pháp thì sẽ không dễ dàng gì cho bà. Khi ấy, bà có quan hệ khá tốt đẹp với Jeanne Baptiste d'Albert de Luynes, tình nhân của cha ruột của Trữ phi. Sau khi chạy trốn khỏi Savoia năm 1700, Jeanne Baptiste định cư ở Paris và khi ấy bà là một hình tượng văn chương nổi tiếng.

### Thời kỳ Nhiếp chính và cuối đời

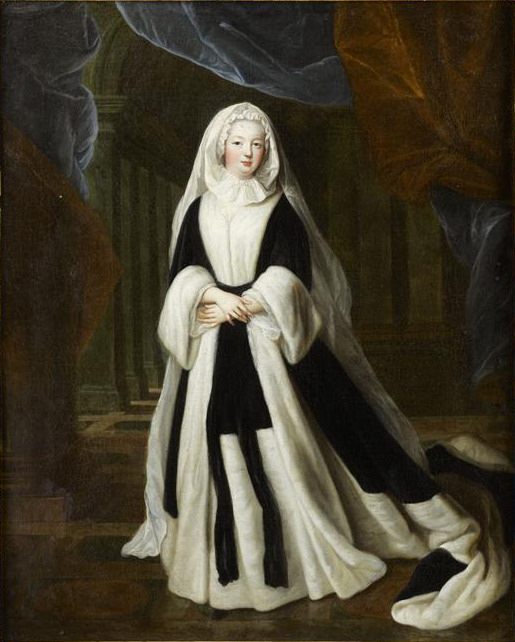
Louise Françoise de Bourbon trong tang phục khi là góa phụ, vẽ bởi Pierre Gobert, năm 1737.

Vận may kịp đến khi chỉ khoảng 1 năm sau, vào năm 1712, Trữ quân và Trữ phi cùng đột ngột qua đời, chỉ để lại một đứa con nhỏ là kế vị hợp pháp của Louis XIV, Louis, Công tước xứ Anjou. Khoảng 3 năm sau, vào năm 1715, Vua Louis XIV qua đời, Vương vị chuyển về cho Công tước Anjou, khi ấy chỉ mới 5 tuổi, tức Louis XV của Pháp. Ngay lúc đó, triều đình chia ra hai phe, một phe ủng hộ anh lớn cùng mẹ của bà, Công tước xứ Maine và em rể của bà, Philippe II, Công tước xứ Orléans để chọn ra người giữ vị trí nhiếp chính. Sau khi Pháp viện tối cao Paris mở ra khoảng 1 tuần, Công tước xứ Orléans được bổ nhiệm chính thức trở thành vị nhiếp chính cho nhà vua trẻ tuổi. Điều này làm bà rất không hài lòng và càng làm tăng thêm sự cạnh tranh giữa bà và em gái, Françoise Marie, giờ đây đã trở thành phu nhân của quan nhiếp chính, đồng nghĩa với việc bà là "Đệ nhất phu nhân" khi ấy của triều đình Pháp.
Suốt thời kỳ Nhiếp chính, bà Thái công bị cuốn vào quan hệ phức tạp của người con gái thứ hai, Louise Élisabeth de Bourbon với Philippe Charles de La Fare. Louise Élisabeth khi ấy đã cưới Louis Armand de Bourbon, Thân vuơng xứ Conti, nhưng vẫn có quan hệ bất chính với người tình khiến Thân vuơng xứ Conti tức giận và đánh đập hành hạ vợ mình. Đứa con duy nhất của vợ chồng Conti, Louis François de Bourbon bị nghi ngờ là con hoang của Vương phi Conti với tình nhân, vì vậy Vương phi đã phải dẫn con trốn tránh khỏi chồng bằng cách nương nhờ chỗ ở của mẹ mình, Palais Bourbon. Khoảng những năm 1720, bà Thái công trở thành tình nhân của Armand de Madaillan de Lesparre, vì để gần gũi với bà mà Armand đã xây dựng Hôtel de Lassay gần với Palais Bourbon. Vào năm 1737, bà được mời làm mẹ đỡ đầu cho con trai trưởng của Louis XV là Louis Ferdinand. Cha đỡ đầu của Trữ quân là cháu trai bà, Louis, Công tước xứ Orléans. Vào lúc này, con trai bà là Louis Henri de Bourbon bị giáng chức và bị đày đi xa, bà Thái công đổ lỗi việc này cho tình nhân của Henri, Madame de Prie và vì thế bà căm ghét cay đắng Prie. Khi Henri chết vào năm 1740, tước vị được truyền lại cho người con trai, cũng là cháu nội bà, Louis Joseph de Bourbon, khi ấy chỉ vừa 4 tuổi.
Năm 1743, ngày 16 tháng 6, Louise Françoise de Bourbon qua đời tại tư dinh Palais Bourbon, thọ 70 tuổi. Bà được chôn cất trong Carmel du faubourg Saint-Jacques , một tu viện trên Rive Gauche, Khu phố Latinh, Paris. Suốt thời kỳ góa phụ, Palais Bourbon được bà xây dựng lên tại Paris và cách không xa triều đình Pháp cùng các tư dinh mà con cái bà sở hữu, tòa cung điện riêng này được bà lấy cảm hứng từ Grand Trianon, một tòa dinh thự tráng lệ nằm trong khối Cung điện Versailles về phía tây bắc. Đây là tư dinh mà Vua Louis XIV xây dựng để hưởng thụ cùng Madame de Montespan - mẹ ruột của Louise Françoise.

## Tổ tiên
| \| \| \| \| \| \| \| \| \| \| \| \| \| \| \| \| \| \| \| \| 16. Antoine của Navarra \| \| \| \| \| \| \| \| \| \| \| \| \| \| \| \| \| \| \| \| \| \| \| \| \| \| \| \| \| \| \| \| \| \| \| \| \| \| \| \| \| \| \| \| \| \| \| \| \| \| \| \| \| \| 8. Henri IV của Pháp \| \| \| \| \| \| \| \| \| \| \| \| \| \| \| \| \| \| \| \| \| \| \| \| \| \| \| \| \| \| \| \| \| \| \| \| \| \| \| \| \| \| \| \| \| \| \| \| \| \| \| \| \| \| 17. Juana III của Navarra \| \| \| \| \| \| \| \| \| \| \| \| \| \| \| \| \| \| \| \| \| \| \| \| \| \| \| \| \| \| \| \| \| \| \| \| \| \| \| \| \| \| \| \| \| \| \| \| \| \| \| \| \| \| 4. Louis XIII của Pháp \| \| \| \| \| \| \| \| \| \| \| \| \| \| \| \| \| \| \| \| \| \| \| \| \| \| \| \| \| \| \| \| \| \| \| \| \| \| \| \| \| \| \| \| \| \| \| \| \| \| \| \| \| \| 18. Francesco I de' Medici, Đại Công tước xứ Toscana \| \| \| \| \| \| \| \| \| \| \| \| \| \| \| \| \| \| \| \| \| \| \| \| \| \| \| \| \| \| \| \| \| \| \| \| \| \| \| \| \| \| \| \| \| \| \| \| \| \| \| \| \| \| 9. Maria de' Medici \| \| \| \| \| \| \| \| \| \| \| \| \| \| \| \| \| \| \| \| \| \| \| \| \| \| \| \| \| \| \| \| \| \| \| \| \| \| \| \| \| \| \| \| \| \| \| \| \| \| \| \| \| \| 19. Johanna của Áo \| \| \| \| \| \| \| \| \| \| \| \| \| \| \| \| \| \| \| \| \| \| \| \| \| \| \| \| \| \| \| \| \| \| \| \| \| \| \| \| \| \| \| \| \| \| \| \| \| \| \| \| \| \| 2. Louis XIV của Pháp \| \| \| \| \| \| \| \| \| \| \| \| \| \| \| \| \| \| \| \| \| \| \| \| \| \| \| \| \| \| \| \| \| \| \| \| \| \| \| \| \| \| \| \| \| \| \| \| \| \| \| \| \| \| 20. Felipe II của Tây Ban Nha \| \| \| \| \| \| \| \| \| \| \| \| \| \| \| \| \| \| \| \| \| \| \| \| \| \| \| \| \| \| \| \| \| \| \| \| \| \| \| \| \| \| \| \| \| \| \| \| \| \| \| \| \| \| 10. Felipe III của Tây Ban Nha \| \| \| \| \| \| \| \| \| \| \| \| \| \| \| \| \| \| \| \| \| \| \| \| \| \| \| \| \| \| \| \| \| \| \| \| \| \| \| \| \| \| \| \| \| \| \| \| \| \| \| \| \| \| 21. Anna của Áo \| \| \| \| \| \| \| \| \| \| \| \| \| \| \| \| \| \| \| \| \| \| \| \| \| \| \| \| \| \| \| \| \| \| \| \| \| \| \| \| \| \| \| \| \| \| \| \| \| \| \| \| \| \| 5. Ana của Tây Ban Nha \| \| \| \| \| \| \| \| \| \| \| \| \| \| \| \| \| \| \| \| \| \| \| \| \| \| \| \| \| \| \| \| \| \| \| \| \| \| \| \| \| \| \| \| \| \| \| \| \| \| \| \| \| \| 22. Karl II của Nội Áo \| \| \| \| \| \| \| \| \| \| \| \| \| \| \| \| \| \| \| \| \| \| \| \| \| \| \| \| \| \| \| \| \| \| \| \| \| \| \| \| \| \| \| \| \| \| \| \| \| \| \| \| \| \| 11. Margarete của Áo \| \| \| \| \| \| \| \| \| \| \| \| \| \| \| \| \| \| \| \| \| \| \| \| \| \| \| \| \| \| \| \| \| \| \| \| \| \| \| \| \| \| \| \| \| \| \| \| \| \| \| \| \| \| 23. Maria Anna xứ Bayern (1551–1608) \| \| \| \| \| \| \| \| \| \| \| \| \| \| \| \| \| \| \| \| \| \| \| \| \| \| \| \| \| \| \| \| \| \| \| \| \| \| \| \| \| \| \| \| \| \| \| \| \| \| \| \| \| \| 1. Louise Françoise de Bourbon \| \| \| \| \| \| \| \| \| \| \| \| \| \| \| \| \| \| \| \| \| \| \| \| \| \| \| \| \| \| \| \| \| \| \| \| \| \| \| \| \| \| \| \| \| \| \| \| \| \| \| \| \| \| 24. René de Rochechouart, Seigneur de Mortemart \| \| \| \| \| \| \| \| \| \| \| \| \| \| \| \| \| \| \| \| \| \| \| \| \| \| \| \| \| \| \| \| \| \| \| \| \| \| \| \| \| \| \| \| \| \| \| \| \| \| \| \| \| \| 12. Gaspard de Rochechouart, Hầu tước xứ Mortemart \| \| \| \| \| \| \| \| \| \| \| \| \| \| \| \| \| \| \| \| \| \| \| \| \| \| \| \| \| \| \| \| \| \| \| \| \| \| \| \| \| \| \| \| \| \| \| \| \| \| \| \| \| \| 25. Jeanne de Saulx de Tavannes \| \| \| \| \| \| \| \| \| \| \| \| \| \| \| \| \| \| \| \| \| \| \| \| \| \| \| \| \| \| \| \| \| \| \| \| \| \| \| \| \| \| \| \| \| \| \| \| \| \| \| \| \| \| 6. Gabriel de Rochechouart, Công tước xứ Mortemart \| \| \| \| \| \| \| \| \| \| \| \| \| \| \| \| \| \| \| \| \| \| \| \| \| \| \| \| \| \| \| \| \| \| \| \| \| \| \| \| \| \| \| \| \| \| \| \| \| \| \| \| \| \| 26. Charles, Comte de Maure \| \| \| \| \| \| \| \| \| \| \| \| \| \| \| \| \| \| \| \| \| \| \| \| \| \| \| \| \| \| \| \| \| \| \| \| \| \| \| \| \| \| \| \| \| \| \| \| \| \| \| \| \| \| 13. Louise de Maure, Nữ Bá tước xứ Maure \| \| \| \| \| \| \| \| \| \| \| \| \| \| \| \| \| \| \| \| \| \| \| \| \| \| \| \| \| \| \| \| \| \| \| \| \| \| \| \| \| \| \| \| \| \| \| \| \| \| \| \| \| \| 27. Diane de Pérusse des Cars, Princesse de Carency \| \| \| \| \| \| \| \| \| \| \| \| \| \| \| \| \| \| \| \| \| \| \| \| \| \| \| \| \| \| \| \| \| \| \| \| \| \| \| \| \| \| \| \| \| \| \| \| \| \| \| \| \| \| 3. Françoise-Athénaïs de Rochechouart de Mortemart \| \| \| \| \| \| \| \| \| \| \| \| \| \| \| \| \| \| \| \| \| \| \| \| \| \| \| \| \| \| \| \| \| \| \| \| \| \| \| \| \| \| \| \| \| \| \| \| \| \| \| \| \| \| 28. Pierre de Grandsaigne, Seigneur de La Flotte \| \| \| \| \| \| \| \| \| \| \| \| \| \| \| \| \| \| \| \| \| \| \| \| \| \| \| \| \| \| \| \| \| \| \| \| \| \| \| \| \| \| \| \| \| \| \| \| \| \| \| \| \| \| 14. Jean de Grandseigne, Hầu tước xứ Marsillac \| \| \| \| \| \| \| \| \| \| \| \| \| \| \| \| \| \| \| \| \| \| \| \| \| \| \| \| \| \| \| \| \| \| \| \| \| \| \| \| \| \| \| \| \| \| \| \| \| \| \| \| \| \| 29. Françoise Baillard \| \| \| \| \| \| \| \| \| \| \| \| \| \| \| \| \| \| \| \| \| \| \| \| \| \| \| \| \| \| \| \| \| \| \| \| \| \| \| \| \| \| \| \| \| \| \| \| \| \| \| \| \| \| 7. Diane de Grandseigne \| \| \| \| \| \| \| \| \| \| \| \| \| \| \| \| \| \| \| \| \| \| \| \| \| \| \| \| \| \| \| \| \| \| \| \| \| \| \| \| \| \| \| \| \| \| \| \| \| \| \| \| \| \| 30. François de La Béraudière, Seigneur de Villechèze \| \| \| \| \| \| \| \| \| \| \| \| \| \| \| \| \| \| \| \| \| \| \| \| \| \| \| \| \| \| \| \| \| \| \| \| \| \| \| \| \| \| \| \| \| \| \| \| \| \| \| \| \| \| 15. Catherine de La Béraudière, Dame de Villenon \| \| \| \| \| \| \| \| \| \| \| \| \| \| \| \| \| \| \| \| \| \| \| \| \| \| \| \| \| \| \| \| \| \| \| \| \| \| \| \| \| \| \| \| \| \| \| \| \| \| \| \| \| \| 31. Anne Adrienne Frotier \| \| \| \| \| \| \| \| \| \| \| \| \| \| \| \| \| \| \| \| \| \| \| \| \| \| \| \| \| \| \| \| \| \| \| \| \| \| \| \| \| \| \| \| \| \| \| \| \| \| \| \| |                                                       |  |  |  |  |  |  |  |  |  |  |  |  |  |  |  |
| |                                                       |  |  |  |  |  |  |  |  |  |  |  |  |  |  |  |
| | 16. Antoine của Navarra                               |  |  |  |  |  |  |  |  |  |  |  |  |  |  |  |
| |                                                       |  |  |  |  |  |  |  |  |  |  |  |  |  |  |  |
| |                                                       |  |  |  |  |  |  |  |  |  |  |  |  |  |  |  |
| | 8. Henri IV của Pháp                                  |  |  |  |  |  |  |  |  |  |  |  |  |  |  |  |
| |                                                       |  |  |  |  |  |  |  |  |  |  |  |  |  |  |  |
| |                                                       |  |  |  |  |  |  |  |  |  |  |  |  |  |  |  |
| | 17. Juana III của Navarra                             |  |  |  |  |  |  |  |  |  |  |  |  |  |  |  |
| |                                                       |  |  |  |  |  |  |  |  |  |  |  |  |  |  |  |
| |                                                       |  |  |  |  |  |  |  |  |  |  |  |  |  |  |  |
| | 4. Louis XIII của Pháp                                |  |  |  |  |  |  |  |  |  |  |  |  |  |  |  |
| |                                                       |  |  |  |  |  |  |  |  |  |  |  |  |  |  |  |
| |                                                       |  |  |  |  |  |  |  |  |  |  |  |  |  |  |  |
| | 18. Francesco I de' Medici, Đại Công tước xứ Toscana  |  |  |  |  |  |  |  |  |  |  |  |  |  |  |  |
| |                                                       |  |  |  |  |  |  |  |  |  |  |  |  |  |  |  |
| |                                                       |  |  |  |  |  |  |  |  |  |  |  |  |  |  |  |
| | 9. Maria de' Medici                                   |  |  |  |  |  |  |  |  |  |  |  |  |  |  |  |
| |                                                       |  |  |  |  |  |  |  |  |  |  |  |  |  |  |  |
| |                                                       |  |  |  |  |  |  |  |  |  |  |  |  |  |  |  |
| | 19. Johanna của Áo                                    |  |  |  |  |  |  |  |  |  |  |  |  |  |  |  |
| |                                                       |  |  |  |  |  |  |  |  |  |  |  |  |  |  |  |
| |                                                       |  |  |  |  |  |  |  |  |  |  |  |  |  |  |  |
| | 2. Louis XIV của Pháp                                 |  |  |  |  |  |  |  |  |  |  |  |  |  |  |  |
| |                                                       |  |  |  |  |  |  |  |  |  |  |  |  |  |  |  |
| |                                                       |  |  |  |  |  |  |  |  |  |  |  |  |  |  |  |
| | 20. Felipe II của Tây Ban Nha                         |  |  |  |  |  |  |  |  |  |  |  |  |  |  |  |
| |                                                       |  |  |  |  |  |  |  |  |  |  |  |  |  |  |  |
| |                                                       |  |  |  |  |  |  |  |  |  |  |  |  |  |  |  |
| | 10. Felipe III của Tây Ban Nha                        |  |  |  |  |  |  |  |  |  |  |  |  |  |  |  |
| |                                                       |  |  |  |  |  |  |  |  |  |  |  |  |  |  |  |
| |                                                       |  |  |  |  |  |  |  |  |  |  |  |  |  |  |  |
| | 21. Anna của Áo                                       |  |  |  |  |  |  |  |  |  |  |  |  |  |  |  |
| |                                                       |  |  |  |  |  |  |  |  |  |  |  |  |  |  |  |
| |                                                       |  |  |  |  |  |  |  |  |  |  |  |  |  |  |  |
| | 5. Ana của Tây Ban Nha                                |  |  |  |  |  |  |  |  |  |  |  |  |  |  |  |
| |                                                       |  |  |  |  |  |  |  |  |  |  |  |  |  |  |  |
| |                                                       |  |  |  |  |  |  |  |  |  |  |  |  |  |  |  |
| | 22. Karl II của Nội Áo                                |  |  |  |  |  |  |  |  |  |  |  |  |  |  |  |
| |                                                       |  |  |  |  |  |  |  |  |  |  |  |  |  |  |  |
| |                                                       |  |  |  |  |  |  |  |  |  |  |  |  |  |  |  |
| | 11. Margarete của Áo                                  |  |  |  |  |  |  |  |  |  |  |  |  |  |  |  |
| |                                                       |  |  |  |  |  |  |  |  |  |  |  |  |  |  |  |
| |                                                       |  |  |  |  |  |  |  |  |  |  |  |  |  |  |  |
| | 23. Maria Anna xứ Bayern (1551–1608)                  |  |  |  |  |  |  |  |  |  |  |  |  |  |  |  |
| |                                                       |  |  |  |  |  |  |  |  |  |  |  |  |  |  |  |
| |                                                       |  |  |  |  |  |  |  |  |  |  |  |  |  |  |  |
| | 1. Louise Françoise de Bourbon                        |  |  |  |  |  |  |  |  |  |  |  |  |  |  |  |
| |                                                       |  |  |  |  |  |  |  |  |  |  |  |  |  |  |  |
| |                                                       |  |  |  |  |  |  |  |  |  |  |  |  |  |  |  |
| | 24. René de Rochechouart, Seigneur de Mortemart       |  |  |  |  |  |  |  |  |  |  |  |  |  |  |  |
| |                                                       |  |  |  |  |  |  |  |  |  |  |  |  |  |  |  |
| |                                                       |  |  |  |  |  |  |  |  |  |  |  |  |  |  |  |
| | 12. Gaspard de Rochechouart, Hầu tước xứ Mortemart    |  |  |  |  |  |  |  |  |  |  |  |  |  |  |  |
| |                                                       |  |  |  |  |  |  |  |  |  |  |  |  |  |  |  |
| |                                                       |  |  |  |  |  |  |  |  |  |  |  |  |  |  |  |
| | 25. Jeanne de Saulx de Tavannes                       |  |  |  |  |  |  |  |  |  |  |  |  |  |  |  |
| |                                                       |  |  |  |  |  |  |  |  |  |  |  |  |  |  |  |
| |                                                       |  |  |  |  |  |  |  |  |  |  |  |  |  |  |  |
| | 6. Gabriel de Rochechouart, Công tước xứ Mortemart    |  |  |  |  |  |  |  |  |  |  |  |  |  |  |  |
| |                                                       |  |  |  |  |  |  |  |  |  |  |  |  |  |  |  |
| |                                                       |  |  |  |  |  |  |  |  |  |  |  |  |  |  |  |
| | 26. Charles, Comte de Maure                           |  |  |  |  |  |  |  |  |  |  |  |  |  |  |  |
| |                                                       |  |  |  |  |  |  |  |  |  |  |  |  |  |  |  |
| |                                                       |  |  |  |  |  |  |  |  |  |  |  |  |  |  |  |
| | 13. Louise de Maure, Nữ Bá tước xứ Maure              |  |  |  |  |  |  |  |  |  |  |  |  |  |  |  |
| |                                                       |  |  |  |  |  |  |  |  |  |  |  |  |  |  |  |
| |                                                       |  |  |  |  |  |  |  |  |  |  |  |  |  |  |  |
| | 27. Diane de Pérusse des Cars, Princesse de Carency   |  |  |  |  |  |  |  |  |  |  |  |  |  |  |  |
| |                                                       |  |  |  |  |  |  |  |  |  |  |  |  |  |  |  |
| |                                                       |  |  |  |  |  |  |  |  |  |  |  |  |  |  |  |
| | 3. Françoise-Athénaïs de Rochechouart de Mortemart    |  |  |  |  |  |  |  |  |  |  |  |  |  |  |  |
| |                                                       |  |  |  |  |  |  |  |  |  |  |  |  |  |  |  |
| |                                                       |  |  |  |  |  |  |  |  |  |  |  |  |  |  |  |
| | 28. Pierre de Grandsaigne, Seigneur de La Flotte      |  |  |  |  |  |  |  |  |  |  |  |  |  |  |  |
| |                                                       |  |  |  |  |  |  |  |  |  |  |  |  |  |  |  |
| |                                                       |  |  |  |  |  |  |  |  |  |  |  |  |  |  |  |
| | 14. Jean de Grandseigne, Hầu tước xứ Marsillac        |  |  |  |  |  |  |  |  |  |  |  |  |  |  |  |
| |                                                       |  |  |  |  |  |  |  |  |  |  |  |  |  |  |  |
| |                                                       |  |  |  |  |  |  |  |  |  |  |  |  |  |  |  |
| | 29. Françoise Baillard                                |  |  |  |  |  |  |  |  |  |  |  |  |  |  |  |
| |                                                       |  |  |  |  |  |  |  |  |  |  |  |  |  |  |  |
| |                                                       |  |  |  |  |  |  |  |  |  |  |  |  |  |  |  |
| | 7. Diane de Grandseigne                               |  |  |  |  |  |  |  |  |  |  |  |  |  |  |  |
| |                                                       |  |  |  |  |  |  |  |  |  |  |  |  |  |  |  |
| |                                                       |  |  |  |  |  |  |  |  |  |  |  |  |  |  |  |
| | 30. François de La Béraudière, Seigneur de Villechèze |  |  |  |  |  |  |  |  |  |  |  |  |  |  |  |
| |                                                       |  |  |  |  |  |  |  |  |  |  |  |  |  |  |  |
| |                                                       |  |  |  |  |  |  |  |  |  |  |  |  |  |  |  |
| | 15. Catherine de La Béraudière, Dame de Villenon      |  |  |  |  |  |  |  |  |  |  |  |  |  |  |  |
| |                                                       |  |  |  |  |  |  |  |  |  |  |  |  |  |  |  |
| |                                                       |  |  |  |  |  |  |  |  |  |  |  |  |  |  |  |
| | 31. Anne Adrienne Frotier                             |  |  |  |  |  |  |  |  |  |  |  |  |  |  |  |
| |                                                       |  |  |  |  |  |  |  |  |  |  |  |  |  |  |  |
| |                                                       |  |  |  |  |  |  |  |  |  |  |  |  |  |  |  |

## Hậu duệ
| Tên                                                                               | Chân dung | Ngày sinh và ngày mất                              | Ghi chú |
| --------------------------------------------------------------------------------- | --------- | -------------------------------------------------- | --- |
| Marie Anne Gabrielle Éléonore de Bourbon Tu viện trưởng Saint-Antoine-des-Champs  |           | 22 tháng 12 năm 1690 30 tháng 8 năm 1760 (69 tuổi) | Sinh ra tại Cung điện Versailles; trở thành Trưởng tu viện của Tu viện Saint-Antoine-des-Champs khi còn trẻ; mất ở Villejuif. Trong thời thiếu nữ, bà được biết đến là Mademoiselle de Condé. |
| Louis Henri Joseph de Bourbon Thân vuơng xứ Condé                                 |           | 18 tháng 8 năm 1692 27 tháng 1 năm 1740 (47 tuổi)  | Sinh ra tại Cung điện Versailles và kết hôn hai lần; lần đầu tiên với Marie Anne de Bourbon, không con. Tái hôn với Caroline xứ Hesse-Rotenburg và có con. Ông là Thủ tướng Pháp trong thời kì đầu của Vua Louis XV nhưng cuối cùng bị lưu đày. Louis Henri qua đời trong khi đang lưu đày tại Lâu đài Chantilly. |
| Louise Élisabeth de Bourbon Thân vuơng phi xứ Conti                               |           | 22 tháng 11 năm 1693 27 tháng 5 năm 1775 (81 tuổi) | Sinh ra tại Versailles, Kết hôn với anh em họ Louis Armand II, Thân vuơng xứ Conti. Bà là bà ngoại của Philippe Égalité. Qua đời tại Paris. |
| Louise Anne de Bourbon Mademoiselle de Charolais                                  |           | 23 tháng 6 năm 1695 8 tháng 4 năm 1758 (62 tuổi)   | Sinh ra tại Versailles, không kết hôn; có quan hệ tình cảm với Công tước xứ Richelieu và trở thành tình nhân của ông như người chị em họ, Charlotte Aglaé d'Orléans. Bà chưa bao giờ có người con hợp pháp nào, nhưng được đồn đoán là có nhiều người con bất hợp pháp, dù chưa có tài liệu chứng minh nào. Bà sở hữu Hôtel de Rothelin-Charolais và trong suốt thời gian được biết đến với danh hiệu Mademoiselle de Sens, sau đó là Mademoiselle de Charolais. |
| Marie Anne de Bourbon Mademoiselle de Clermont                                    |           | 16 tháng 10 năm 1697 11 tháng 8 năm 1741 (43 tuổi) | Sinh ra tại Paris, được cho là con hoang của Thái Công phu nhân với François Louis, Thân vuơng xứ Conti. Kết hôn với Louis de Melun, Công tước xứ Joyeuse năm 1719 trong bí mật và trái ý với anh trai mình. Mất ở Paris sau một thời gian phục vụ Vương hậu Maria Leszczyńska; được biết đến với danh hiệu Mademoiselle de Clermont. |
| Charles de Bourbon Bá tước xứ Charolais                                           |           | 19 tháng 6 năm 1700 23 tháng 7 năm 1760 (60 tuổi)  | Sinh ra tại Chantilly, nhận danh hiệu Bá tước Charolais, sau khi mất chuyển qua cho em gái Louise Anne. Kết hôn bí mật với Jeanne de Valois-Saint-Rémy, một hậu duệ của Henri II của Pháp. Con trai của cặp vợ chồng là Louis-Thomas (1718–1799), không được hợp pháp hóa bởi Vua Pháp. Qua đời tại Paris. |
| Henriette Louise Marie Françoise Gabrielle de Bourbon Viện mẫu Beaumont-lès-Tours |           | 15 tháng 1 năm 1703 19 tháng 9 năm 1772 (69 tuổi)  | Sinh ra tại Versailles, từng được chọn là hôn thê của Louis XV. Chưa bao giờ kết hôn; được biết đến với danh hiệu Mademoiselle de Vermandois. Qua đời tại Beaumont. |
| Élisabeth Thérèse Alexandrine de Bourbon Mademoiselle de Sens                     |           | 15 tháng 9 năm 1705 15 tháng 4 năm 1765 (59 tuổi)  | Sinh tại Paris, từng được chọn làm hôn thê của anh họ là Louis d'Orléans. Không bao giờ kết hôn, được biết đến với danh hiệu Mademoiselle de Sens. Tài sản của bà được chuyển cho người cháu, Louis Joseph de Bourbon, tương lai là Thân vuơng xứ Condé. |
| Louis de Bourbon Bá tước xứ Clermont                                              |           | 15 tháng 6 năm 1709 16 tháng 6 năm 1771 (62 tuổi)  | Sinh ra tại Versailles, nhận tước hiệu Bá tước Clermont từ khi sinh ra và trở thành Viện trưởng của Tu viện Saint-Germain-des-Prés từ năm 1737. Không bao giờ kết hôn và qua đời tại Versailles. Ông là người thành lập nên Académie du Petit-Luxembourg, nơi giao du của các nhà khoa học, họa sĩ và kiến trúc sư. Ông cũng là vị trí thứ năm của Grand Master of the Grand Lodge, một người có uy tín trong Hội Tam Điểm của Pháp.                             |